# セラ・ダ・ボカイナ国立公園
セラ・ダ・ボカイナ国立公園（セラ・ダ・ボカイナこくりうこうえん、葡: Parque Nacional da Serra da Bocaina）はブラジル南東部、リオデジャネイロ州とサンパウロ州の境に位置する、ブラジルの国立公園。

## 地形
1971年にブラジル連邦法令によって設立されたこの公園は、約104,000ha（約1040㎢）の面積を有し、生物多様性に富んでいる。公園はサンパウロ州サン・ジョゼ・ド・バレイロにあるチコ・メンデス生物多様性保全研究所（ICMBio）が管理している。植生の60％は大西洋原生林で、残りは30年以上かけて再生された森林（二次林）であると推定されている。
2006年には221,754ha(2217.54㎢)が国立公園として追加で指定された。
最も標高の高い場所はピコ・ドゥ・ティラ・オ・チャペウと呼ばれ、2,088メートル (6,850 ft) の標高を誇る。